# Josef Podpera
Josef Podpěra ( 7 de noviembre de 1878 Jílové u Prahy – † 18 de enero de 1954 Brno ) profesor de botánica en general y sistemática, checo, en la Facultad de Ciencias, Universidad Masaryk de Brno y fundador del Jardín botánico, organizador de la investigación botánica en Moravia.
En 1909 es nombrado conservador del Museo de Moravia en Brno. En 1912, se convirtió en director del departamento de botánica de las colecciones del museo.
De 1921 a 1951 fue profesor en la Facultad de Ciencias MU, director del Instituto Botánico, decano de 1925-1926 y 1934-1935, de 1937 a 1938 Rector y vicerrector en los años 1938 a 1940

## Pertenencia a organizaciones profesionales y organizaciones de interés
- Sociedad de Ciencias de Moravia
- Club přírodovědecký en Praga, Brno y Prostějov
- Sociedad de Botánica
- Consejo Nacional de Investigación
- Instituto de Investigación de Tomsk, en Siberia
- Societas de la fauna y la flora Fennica en Helsinki
- Sociedad Botánica de Bulgaria en Sofía

- La abreviatura «Podp.» se emplea para indicar a Josef Podpera como autoridad en la descripción y clasificación científica de los vegetales.[1]